# Хисба
Хисба (араб. حسبة‎) — исламская политико-правовая доктрина, представляющая собой административный способ разрешения конфликтов и, в том числе, конфликтов в области прав человека. Современная политическая жизнь мусульман знает такой институт как Канцелярия жалоб, которая представляет материалы конфликта для разрешения вопроса главой государства. Хисба является межведомственным органом по административному разрешению конфликтов о праве.
Назначение хисбы:
- Орган государственной власти,
- Межведомственный орган,
- Окончательная инстанция по разрешению административных конфликтов по своей компетенции,
- Орган полицейского надзора в области нравов,
- Включает в свой состав системы административных судебных трибуналов.

Хисба включает главного мухтасиба, мухтасибов провинций, апелляционную коллегию мухтасибов, полицию нравов и судебные административные трибуналы. Таким образом, хисба имеет трехчленную структуру мухтасибов, полиции и суда.
Главный мухтасиб имеет право рассматривать споры ведомств и принимать обязательные решения, кроме решений по деятельности правительства. Стороны могут оспорить решение мухтасиба в апелляционной коллегии мухтасибов, чье решение окончательно. Главный мухтасиб руководит полицией нравов, а мухтасибы провинций её территориальными подразделениями.
В систему хисбы входят судебные административные трибуналы как органы суда, рассматривающие споры с участием государства и граждан. Судебные административные трибуналы включают Верховный административный трибунал и административные трибуналы провинций. Судьи административных трибуналов назначаются и освобождаются от должности Высшей судебной шурой государства. В заключение можно отметить, что предлагаемый институт позволит эффективно решать поставленные перед ним задачи.